# Trichopteryx approximata
Trichopteryx approximata là một loài bướm đêm trong họ Geometridae.